# セルウィン・カレッジ (ケンブリッジ大学)
セルウィン・カレッジは、ケンブリッジ大学の構成大学。大学は、ジョージ・アウグストゥス・セルウィン（1809–1878）、ニュージーランドの最初の司教（1841–1868）、続いてリッチフィールド司教（1868–1878）を記念して、セルウィン記念委員会によって1882年に設立。石とレンガで建てられた3つのメインコート（オールドコート、アンズコート、クリップスコート）と、グランジロード、ウェストロード、シジウィックアベニューの学生用ホステルとして機能する隣接するタウンハウスやロッジを含むいくつかの二次的な建物で構成。大学には約60人のフェローと110人のスタッフがいる。
2019年、セルウィンはケンブリッジ大学のトンプキンステーブルで学部生の試験成績順に8位にランクされたが 、2008年には1位だった。  2006年11月に学生新聞Varsityが実施した大学の資産評価では、大学は30のうち16位にランクされた。 オックスフォード大学のセルウィンの姉妹大学はキーブルカレッジ。

## 建物と敷地
1880年に建設が始まり、ビクトリア朝後期垂直ゴシックリバイバル様式のケットン石と地元の赤レンガで建てられた旧裁判所は、主にアーサーブロムフィールド卿によって設計され、7つの階段（AからG）とあわせて、塔、ゲートウェイ、マスターズロッジ、チャペル、ホール、キッチン、音楽練習室、アーカイブから構成。セルウィンカレッジ図書館はオールドコートに隣接し、1929年にT. H. リヨンによって第一次世界大戦の記念碑として設計された。
クリップス・コートは、その建設にほとんどの資金を寄付した（ St John's College 、 Queens'College 、 Magdalene Collegeの開発にも資金を提供） Cripps Foundationにちなんで名付けられ、1969年5月17日に開設された。もともとジーザスカレッジが所有していたグランジロードの反対側の土地に位置している。 クリップス・コートは、学生用のエンスイート部屋を備えたトリコーロン・デザインが特徴。クリップス・コートはさらに7つの階段（HからN）で構成され、セルウィンの1年生の学部生全員、2年生の学部生、大学院生の共通の部屋であるミドル・コンビネーション・ルーム（MCR）がある。

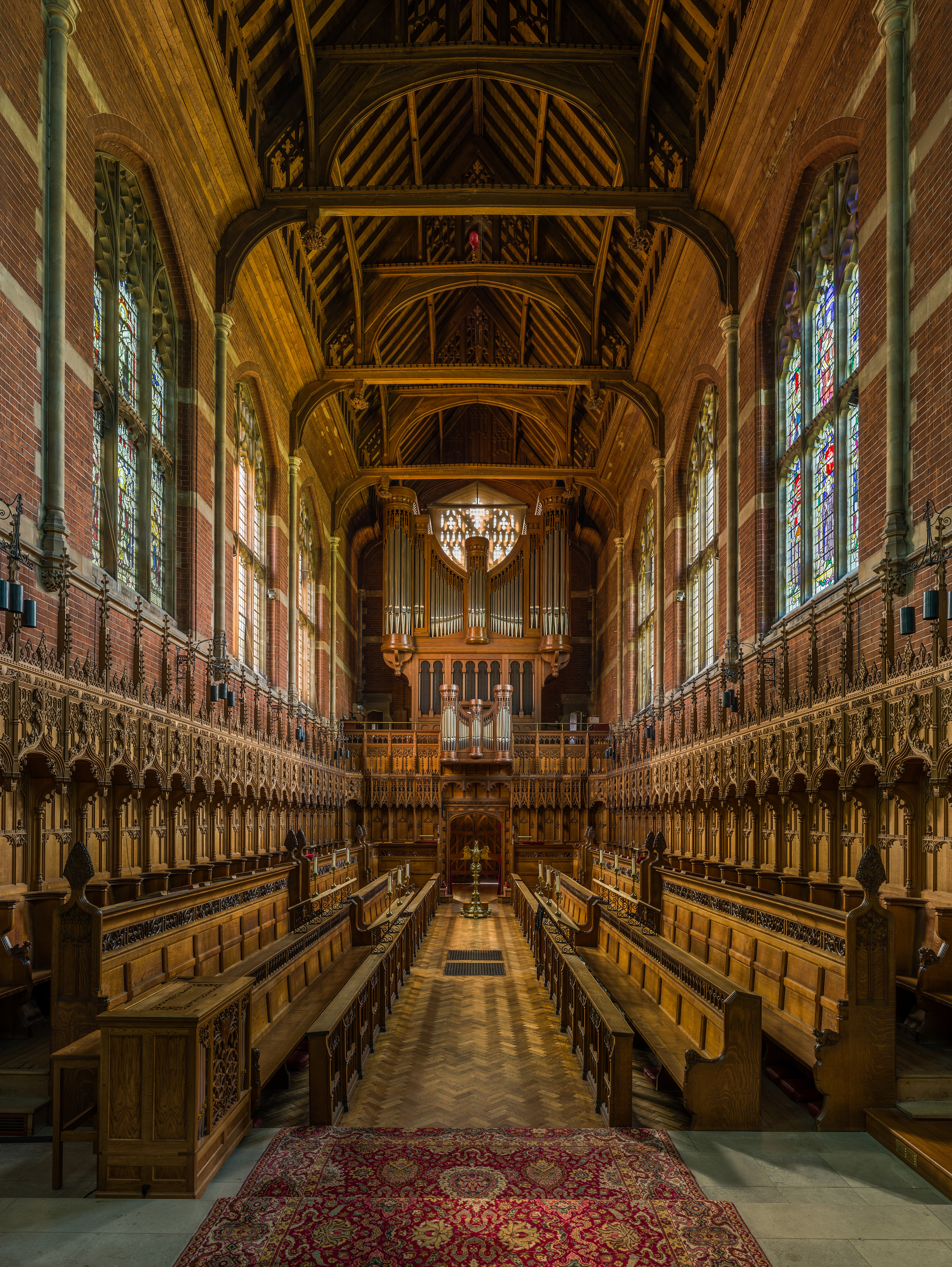
入り口とオルガンに向かって西向きの礼拝堂

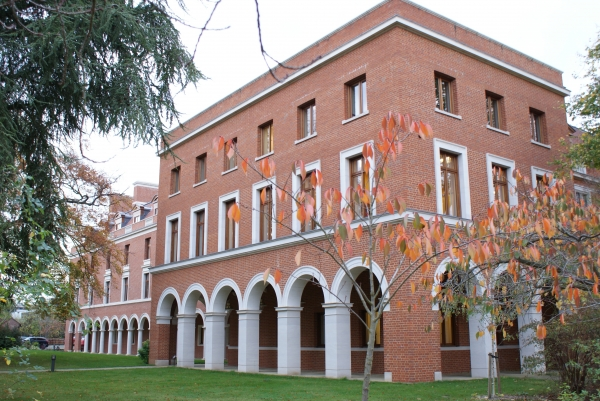
セルウィン大学アンズコート

## 伝統

### フォーマルホール

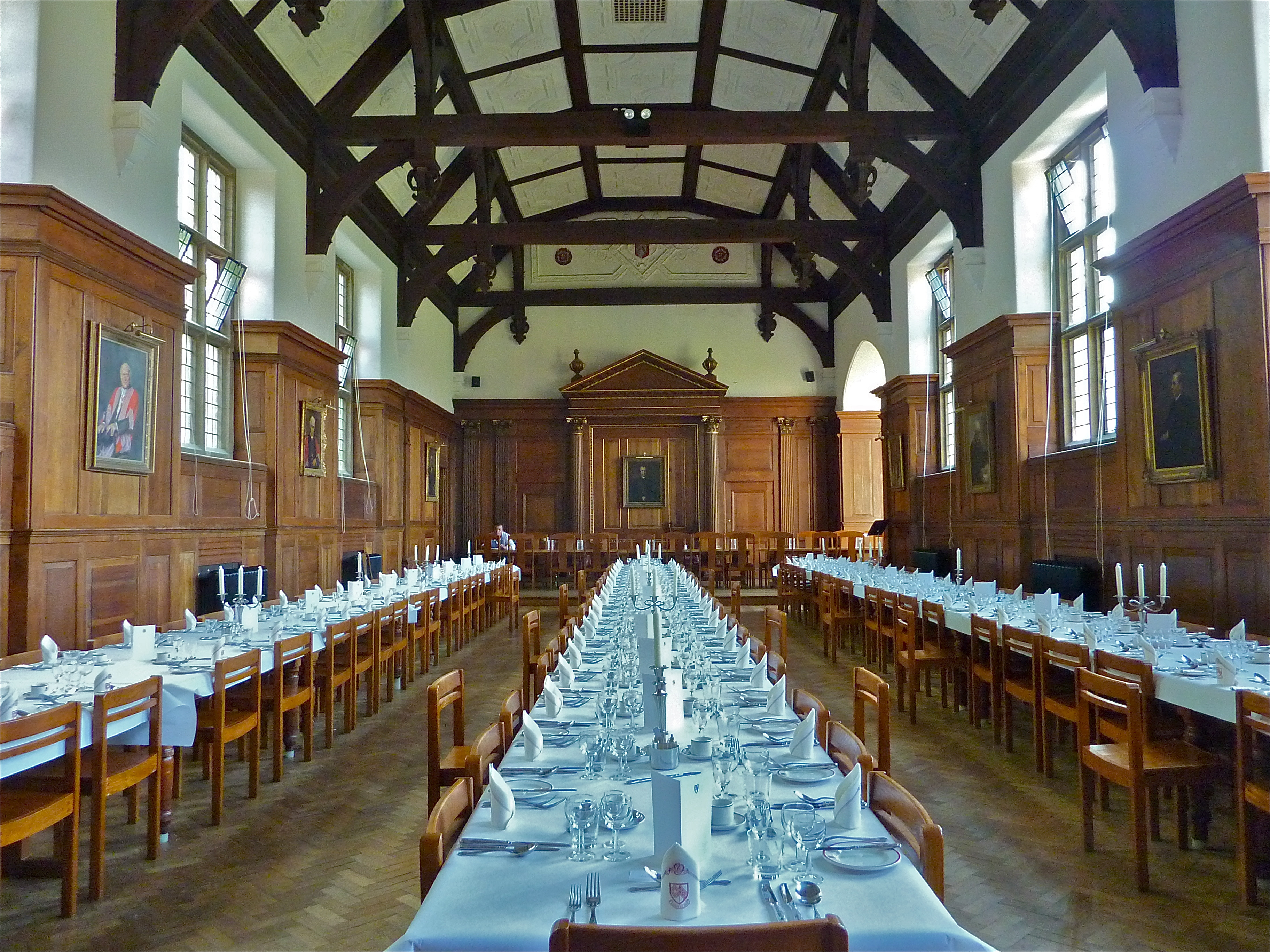
フォーマルホール用のテーブルが置かれたダイニングホール

セルウィンは、学期中の毎週火曜日と木曜日の夜の午後7時30分にフォーマルホールを開催。定員は120名で、学生が自分と最大2名でチケットを購入できる。追加のフォーマルホールは、少なくとも1990年代初頭まで日曜日の夜に開催された。 正式な期間中はワインとポートを楽しむことができるが、大学の外で購入したアルコールは、キッチンスタッフが検査し、栓を抜く必要がある。また、2年生が大学の学部生としての時間の真ん中をマークするための特別な追加のハーフウェイホールフォーマルと、すべてのマイケルマス学期の終わりにすべての学生のためのクリスマスフォーマルがある。 セルウィンは、学部生と大学院生を対象に、学期ごとにJCRディナーとMCRディナーをいくつか開催している。
フォーマル・ホールは、学生、フェロー、大学のマスターのためのものである。ただし、他のOxbridgeカレッジのメンバー、および大学外からの限られた数のゲストが参加できる。フォーマル・ホールの食事は、大学のスタッフがすべて料理し、アラカルトで提供する3コースまたは4コースで構成される。フェローとカレッジ長はホールの正面近くのハイテーブルに座る権利があり、学生は長いテーブルのベンチまたは椅子に座る。
ハイテーブルが上がると、次の結論の恵みはベネディカムスドミノ（主を祝福しましょう）と言われ、応答はラウスデオ（神に賛美する）です。この回答は、1990年代に、以前の回答であるDeo gratias （神に感謝）から変更されました。 

#### ロイヤル・トースト
セルウィンには、大学のシニアフェローやメンバーが正式なホールで大学の忠実な乾杯のために座ったままでいるという伝統があります。この伝統は、主権者に対する軽蔑や不敬からではなく、大学の元マスターであるジョン・セルウィンの礼儀と記憶から観察されています。ジョン・セルウィンは、足の使用が限られているために忠実な乾杯を簡単に支持できませんでした。後の人生で。ジョン・セルウィン（ジョージ・アウグストゥス・セルウィンの息子）は、セルウィン大学の2番目のマスター（1893年から1898年）を務めました。 

### レクチャーシリーズ
セルウィンカレッジは、1930年代に大学の卒業生であるラムゼイマレーに敬意を表して名付けられた毎年恒例の講義を主催しています。ラムゼイマレーレクチャーシリーズは、マレーエステートからの重要な遺贈を受けて1994年に設立されました。 講師には、オノラ・オニール、ニーアル・ファーガソン、マイケル・ハワード、イアン・カーショー、ロイ・ポーター、イアン・クラーク、ローレンス・フリードマン、デビッド・カンナディン、キース・トーマス、ジョナサン・ライリー・スミス、クエンティン・スキナーなど、多くの著名な政治家、学者、ジャーナリストが含まれています。 、元レジウス現代史教授。  2018年のラムゼイマレーの講演では、ジャーナリストのフランクガードナーが登場します。 講義は無料で一般公開されています。

## 学生生活

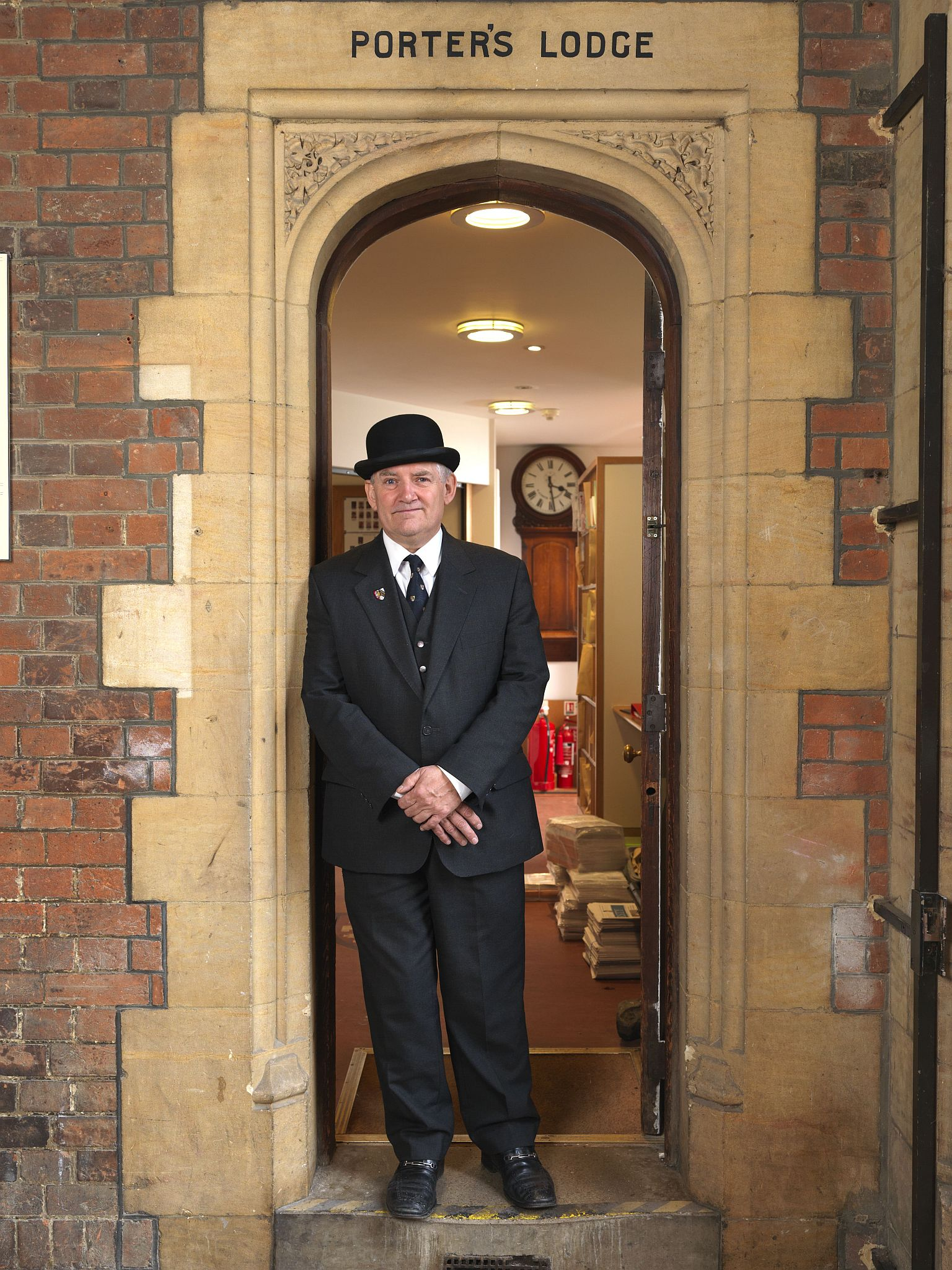
ポーターズロッジ

セルウィンは、最も伝統的でありながら最も親しみやすいオックスブリッジ大学の1つとしての評判があります。 セルウィンのサーバーとダイニングホールを利用するために、講義と監督の間に隣接するシジウィックサイトから来る大学の多くのメンバーが大学を訪れます。同様に、フォーマルスワップは、他のオックスフォード大学とケンブリッジ大学の学生がフォーマルホールの間にセルウィンで食事をすることができるように、学生評議会によって定期的に手配されています。セルウィンカレッジの学生は、すべての正式なホール、式典、大学の行事にガウンを着用する必要があります。セルウィンのガウンは、濃紺のインラインラペルが付いた厚い黒い布でできています。  

## 大衆文化の中におけるセルウィン
- トム・シャープのポーターハウス・ブルーの小説では、セルウィン・カレッジは「社会正義」の信者によって設立されたカレッジとして風刺的に説明されています。ただし、この説明は、ポーターハウスブルーのチャンネル4テレビにおいては行われませんでした。 [9]続編のGrantchesterGrindでは、架空のPorterhouse Collegeがのアカデミックな評価基準がゆるいことと比較して、セルウィンは「アカデミック強制寮」として説明されています。 [10]
- セルウィンカレッジは、物理学者のスティーブンホーキングの生涯を描いた2014年の映画「博士と彼女のセオリー」のいくつかのシーンで取り上げられています。 [11]

## ギャラリー

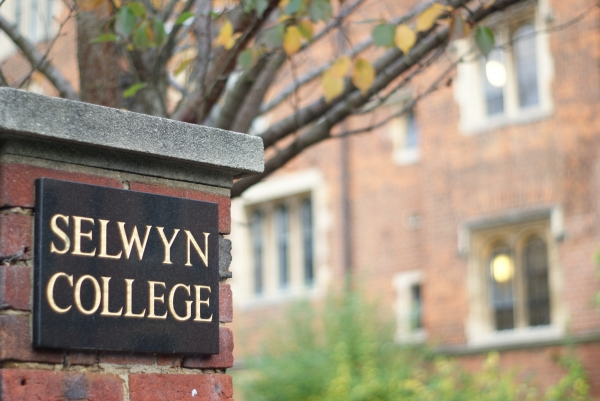
セルウィン大学入学
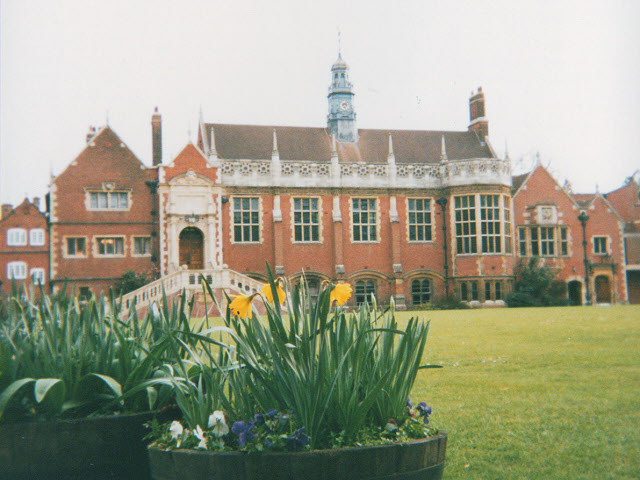
セルウィンカレッジホール
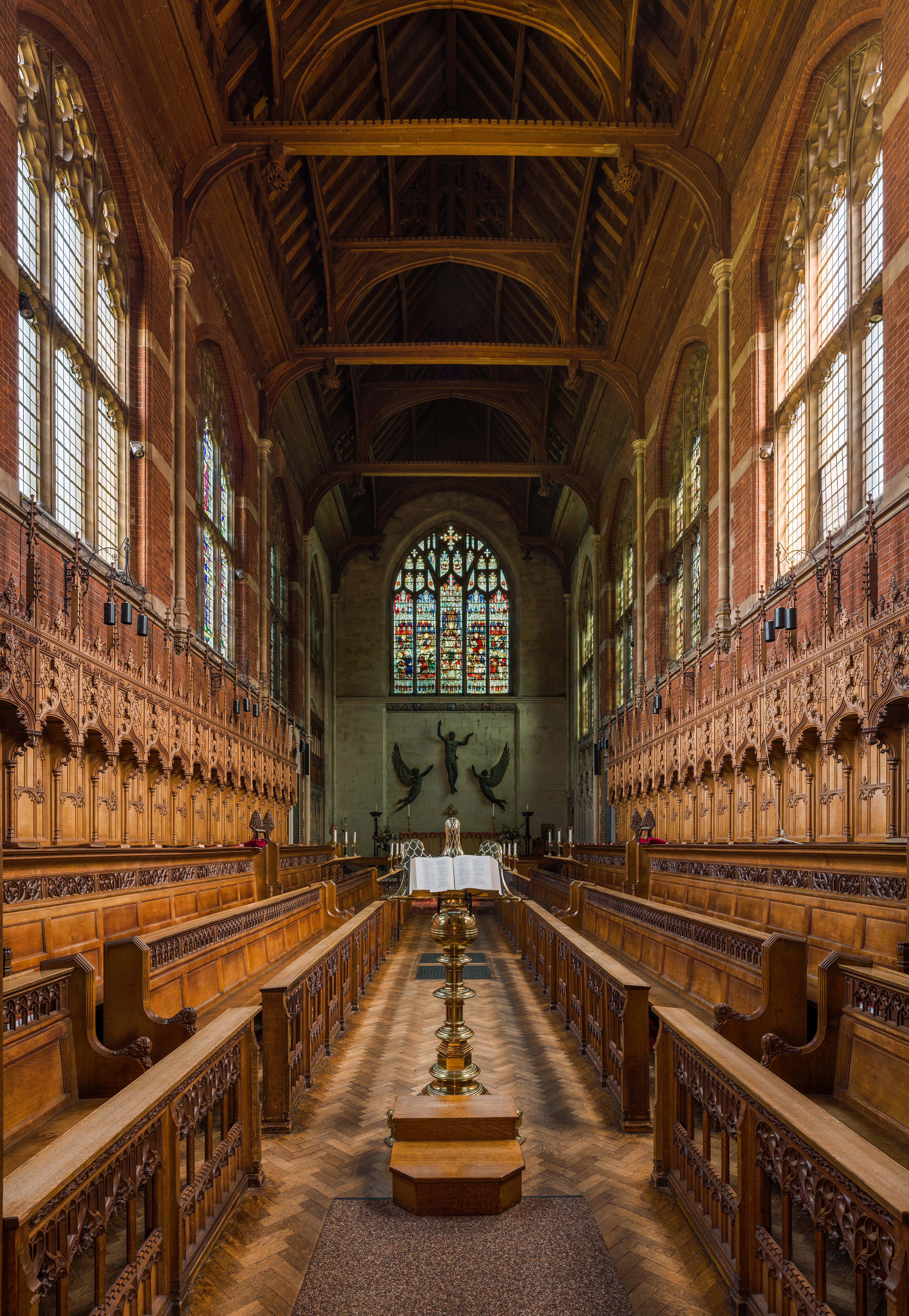
セルウィンカレッジチャペルインテリア
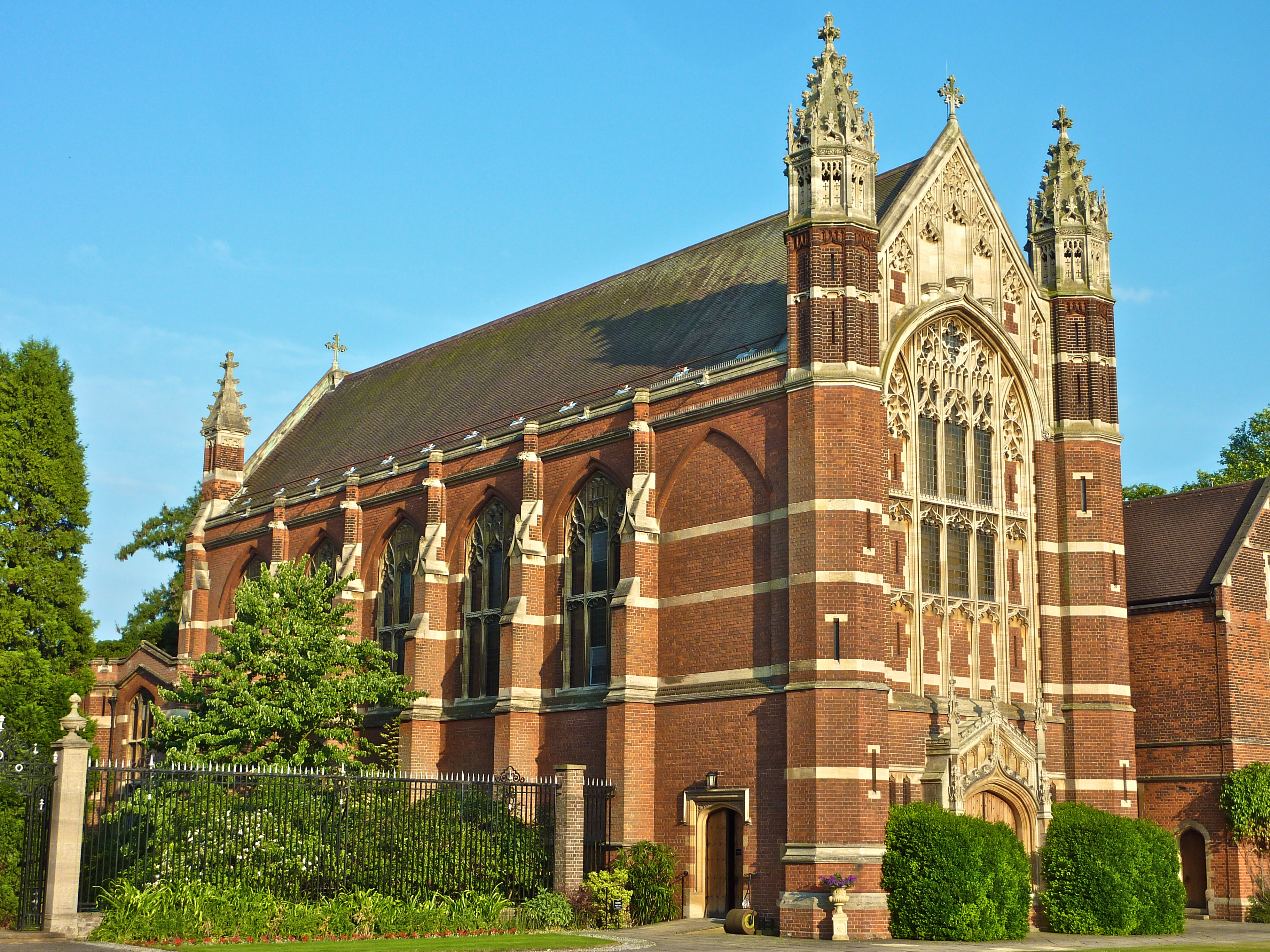
セルウィンカレッジチャペルエクステリア
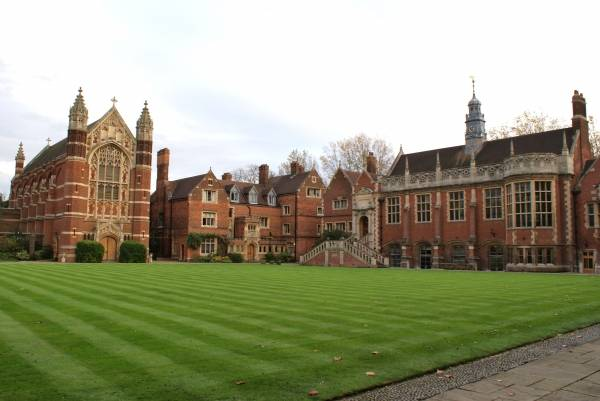
旧裁判所
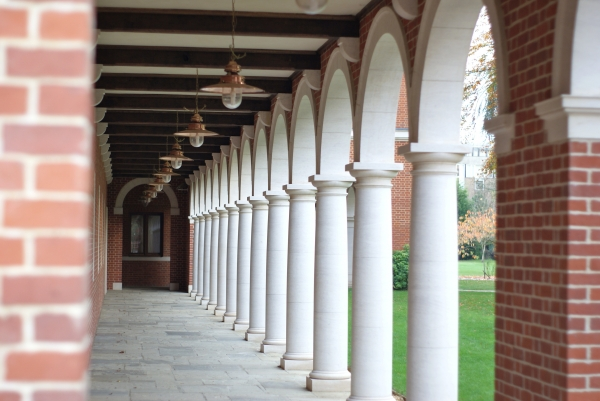
セルウィンカレッジ回廊
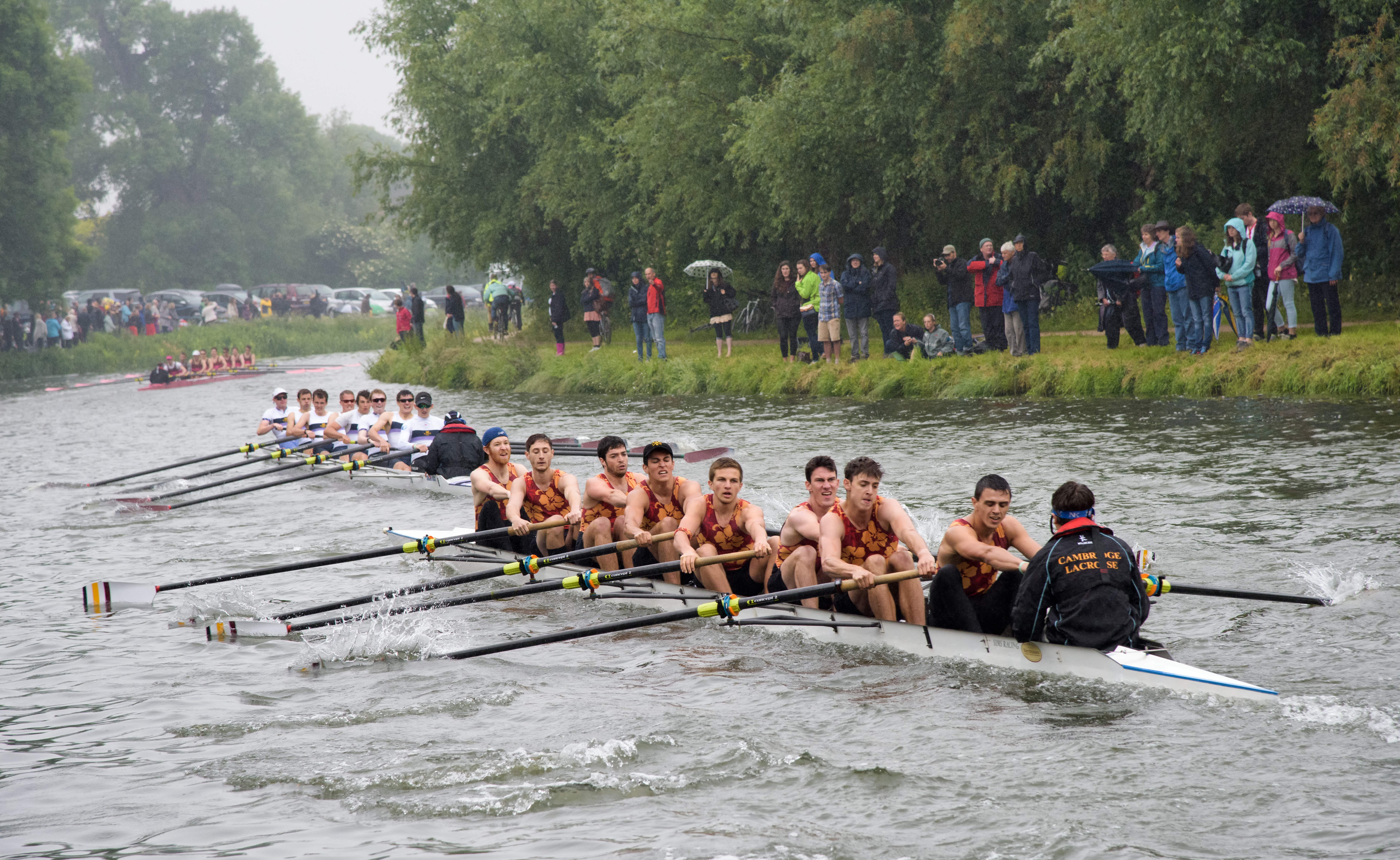
2015年5月のバンプのセルウィンカレッジボートクラブ
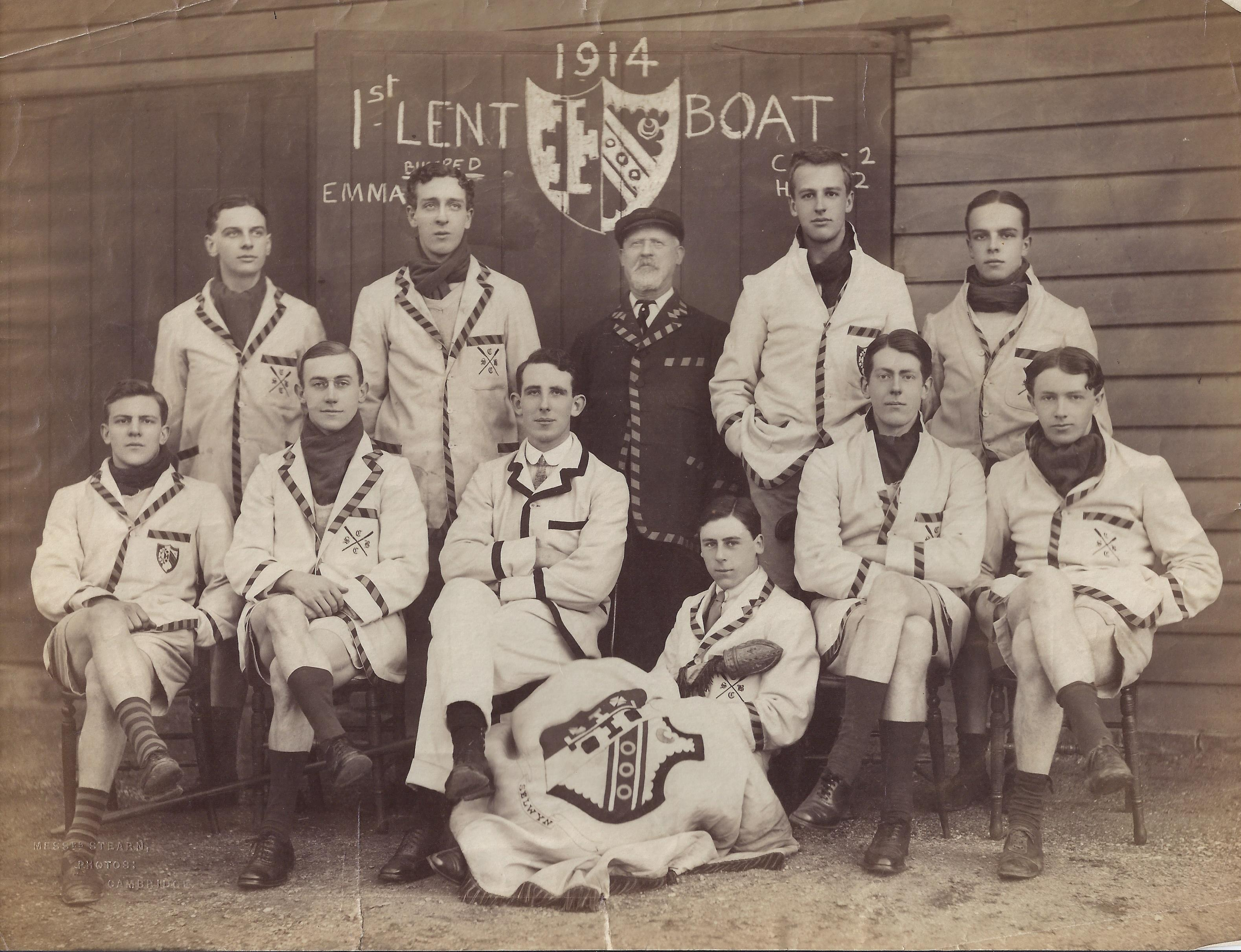
1914年のセルウィンカレッジボートクラブ
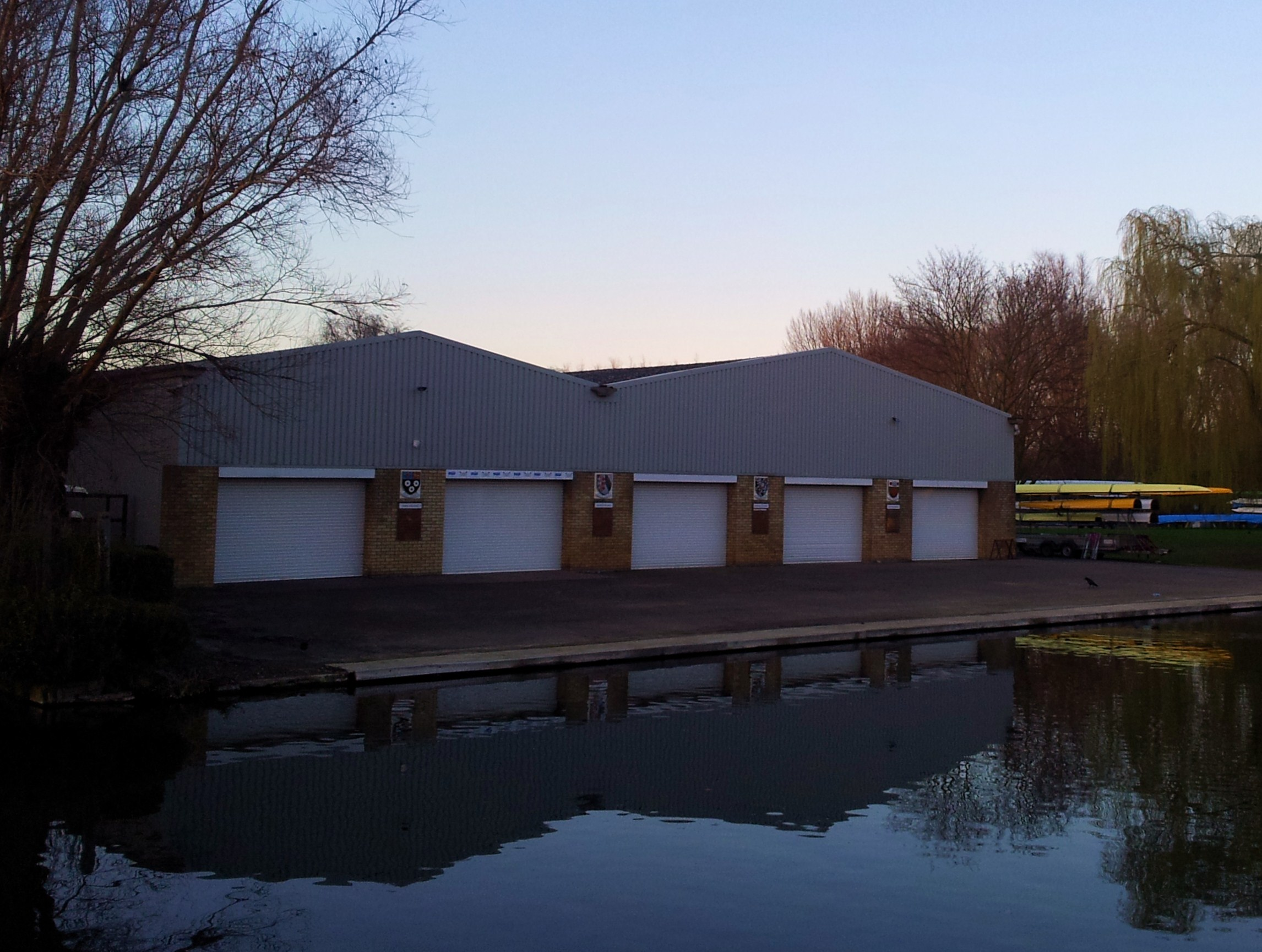
セルウィンカレッジオールドボートハウス

## その他
- ケンブリッジのセルウィン大学のフェロー
- ケンブリッジのセルウィンカレッジの修士リスト
- オルガンスカラーのリスト